# Karin Sommer
Karin Sommer war eine Werbefigur, die zwischen 1972 und 1984 in Fernseh-Werbespots und Printanzeigen das Gesicht der Marke Jacobs Kaffee war.

## Figur
Karin Sommer wohnte mit ihrem Mann Peter und den beiden Söhnen im Grünen und verkörperte klischeehaft das Bild der guten Hausfrau, deren höchstes Vermögen es ist, aromatischen Kaffee auf den Tisch zu bringen. Typischerweise war sie bei einer Familienfeier die Rettung, bei der halbvolle Tassen auf dem Tisch stehen bleiben. Die Situation wurde dann durch die natürliche und ehrliche Karin Sommer „gerettet“, die eine Packung Jacobs Kaffee hervorholte. Von ihr stammte der Spruch „Mühe allein genügt nicht“.

## Darstellerin
Karin Sommer wurde verkörpert von der österreichischen Schauspielerin Xenia Katzenstein (* 1943), Tochter der Grafikerin Margit Doppler. Sie wurde 1963 Miss Austria, später Dritte beim Wettbewerb Miss International. Katzenstein studierte Sozialpädagogik. Bis zum 31. Dezember 2003 leitete sie die Schauspieleragentur Agentur Xenia Katzenstein in Wien. Wegen des österreichischen Akzents und der als zu tief empfundenen Stimme Katzensteins übernahm die deutsche Synchronsprecherin Heidi Schaffrath die Sprechrolle.

## Nachwirkung
Im Comicband Wenn Adoptierte den Tod ins Haus bringen (1997) von Katz & Goldt handelt eine Geschichte mit dem Titel Karin von der Figur der Karin Sommer.
Im Jahr 2011 brachte die Kaffeemarke die Figur Karin Sommer nochmals zurück in die Werbung.